# Eddie Anderson Tilley
Eddie Anderson Tilley, född 1950, är en amerikansk predikant, som sedan slutet av 1970-talet, i Norden, introducerat United Pentecostal Church - en pingströrelse som förnekar treenigheten och enbart döper människor i "Jesu namn".
När han 1978 kom till Bergen sökte han snart upp Full Gospel Business Men's Fellowship International och pingstförsamlingen Tabernaklet i Bergen. Han började också hålla möten på universitetet i Bergen och i sitt eget hem. Efter en tid blev han dock utestängd från församlingarna i staden, sedan han felaktigt anklagats för att vara branhamit.
1980 började Tilley hålla möten i Oslo. Han hyrde möteslokaler på olika platser innan han kom över de nuvarande lokalerna på Grefsenveien. Församlingen där har närmare 120 medlemmar. Det finns numera även församlingar i Kristiansand, Asker, Drammen och Fredrikstad. Sammanlagt har man cirka 200 medlemmar i Norden, däribland även två i Sverige.
1986 döpte han om den norske pingstpredikanten Torkild Terkelsen.